# Hallungen

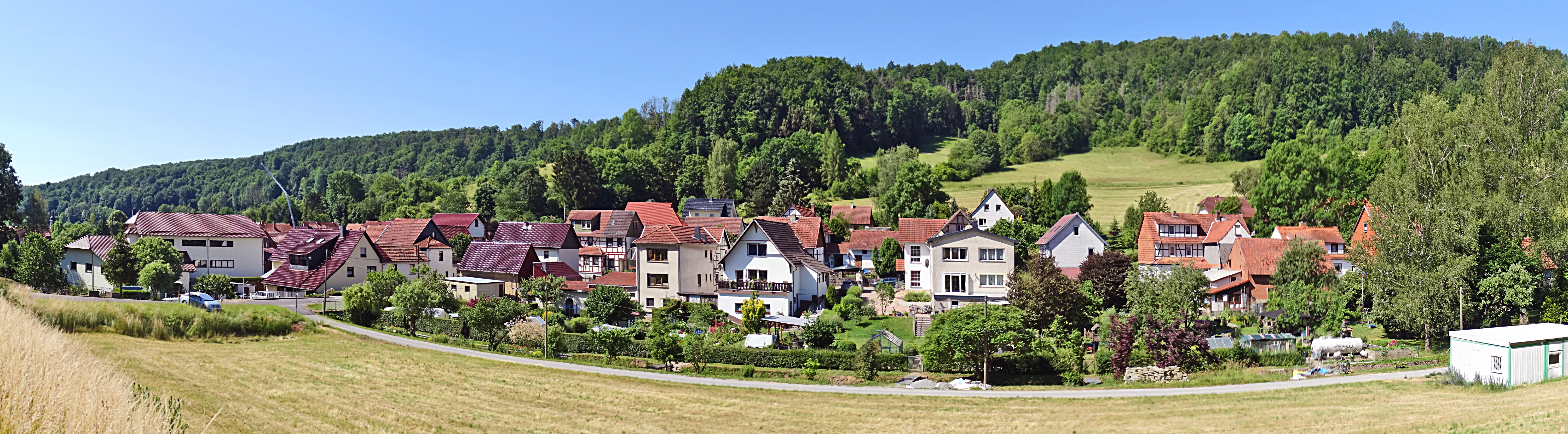
Ortsansicht

Hallungen ist ein Ortsteil der Landgemeinde Südeichsfeld im thüringischen Unstrut-Hainich-Kreis, der nicht zum historischen Eichsfeld gehörte.

## Geografie

### Lage
Hallungen befindet sich am Westrand des Hainich, etwa 16 Kilometer (Luftlinie) nördlich von Eisenach. Die Ortslage von Hallungen ist ein Straßendorf, der Ort befindet sich in einem schmalen Talabschnitt des Lempertsbaches, ein rechter Zufluss der Werra.
Angrenzende Nachbarorte sind im Unstrut-Hainich-Kreis Heyerode im Norden, Langula im Osten sowie ein zu Niederdorla gehöriger Forst. Im Wartburgkreis grenzen an Hallungen Nazza im Süden und Westen sowie Falken im Westen.

### Berge
Die höchste Erhebung der Gemarkung befindet sich auf dem Dudelberg (435,1 m ü. NN). Erwähnenswert sind auch der Ruppertsberg (371,6 m ü. NN), der Engstenberg (432,5 m ü. NN), der Mühlberg (430 m ü. NN) – eine westlich auslaufende Bergzunge des zu Langula gehörigen Winterstein (467,7 m ü. NN) und der Rohrbachskopf (347,7 m ü. NN).

### Geologie und Bergbau
Das obertägig im Hallunger Gebiet anstehende Gestein gehört zum Muschelkalk und wurde in kleinen Steinbrüchen und Kalkbrennöfen wirtschaftlich verwendet. Ein bereits im 16. Jahrhundert durch den Amtmann der Burg Haineck in Auftrag gegebener Bergwerksschacht blieb im Ansatz erfolglos.

## Geschichte

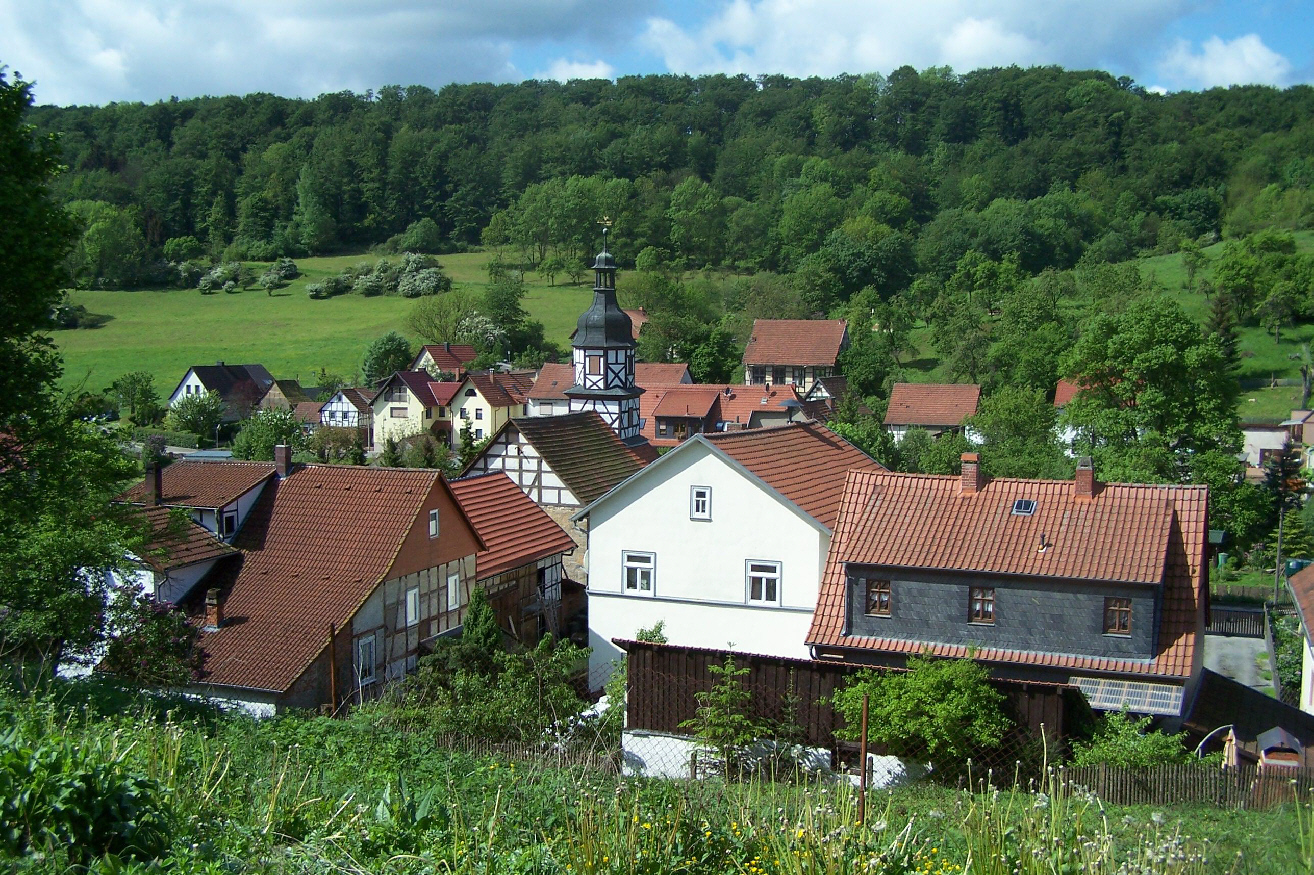
Südlicher Ortsteil

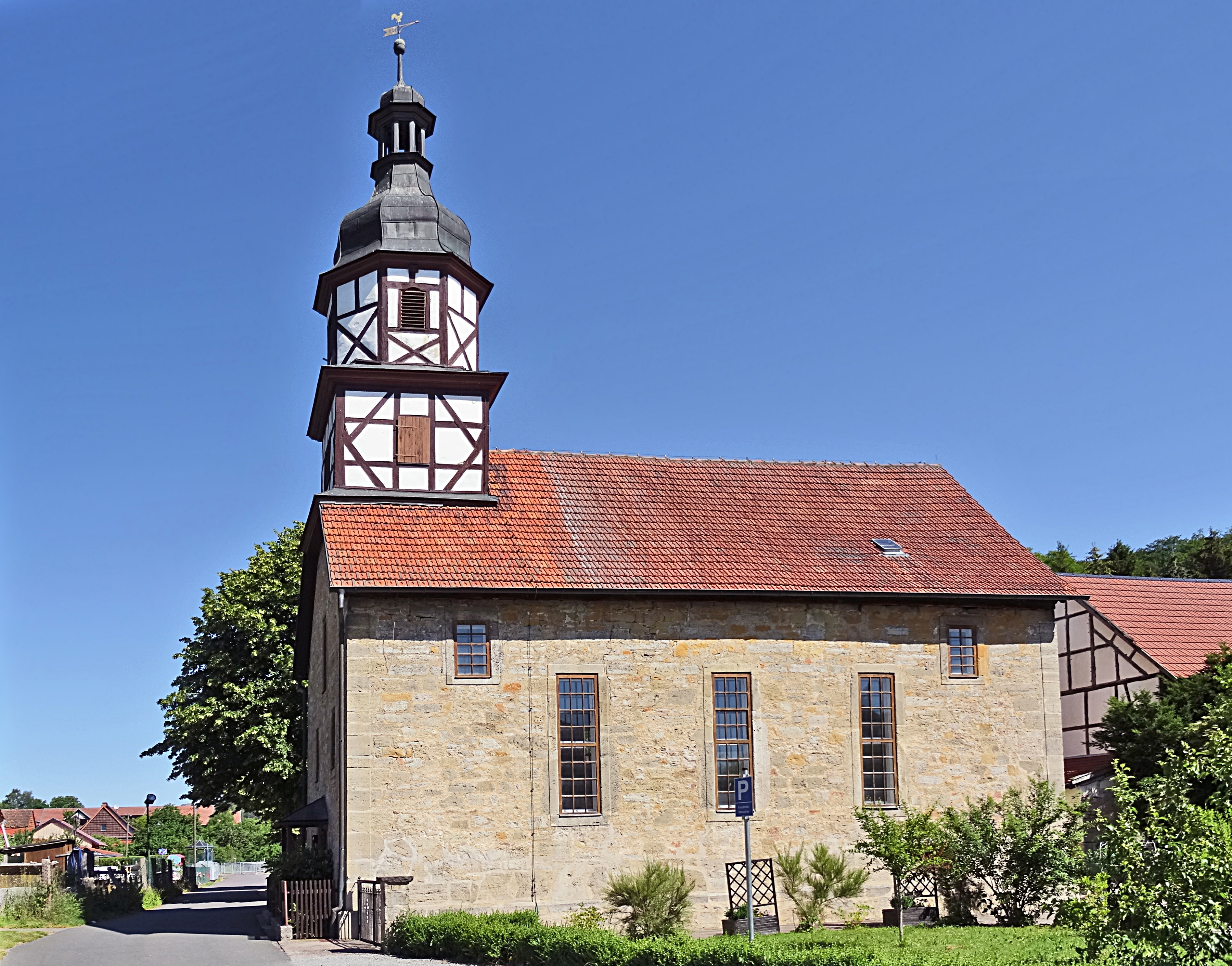
St. Nikolai

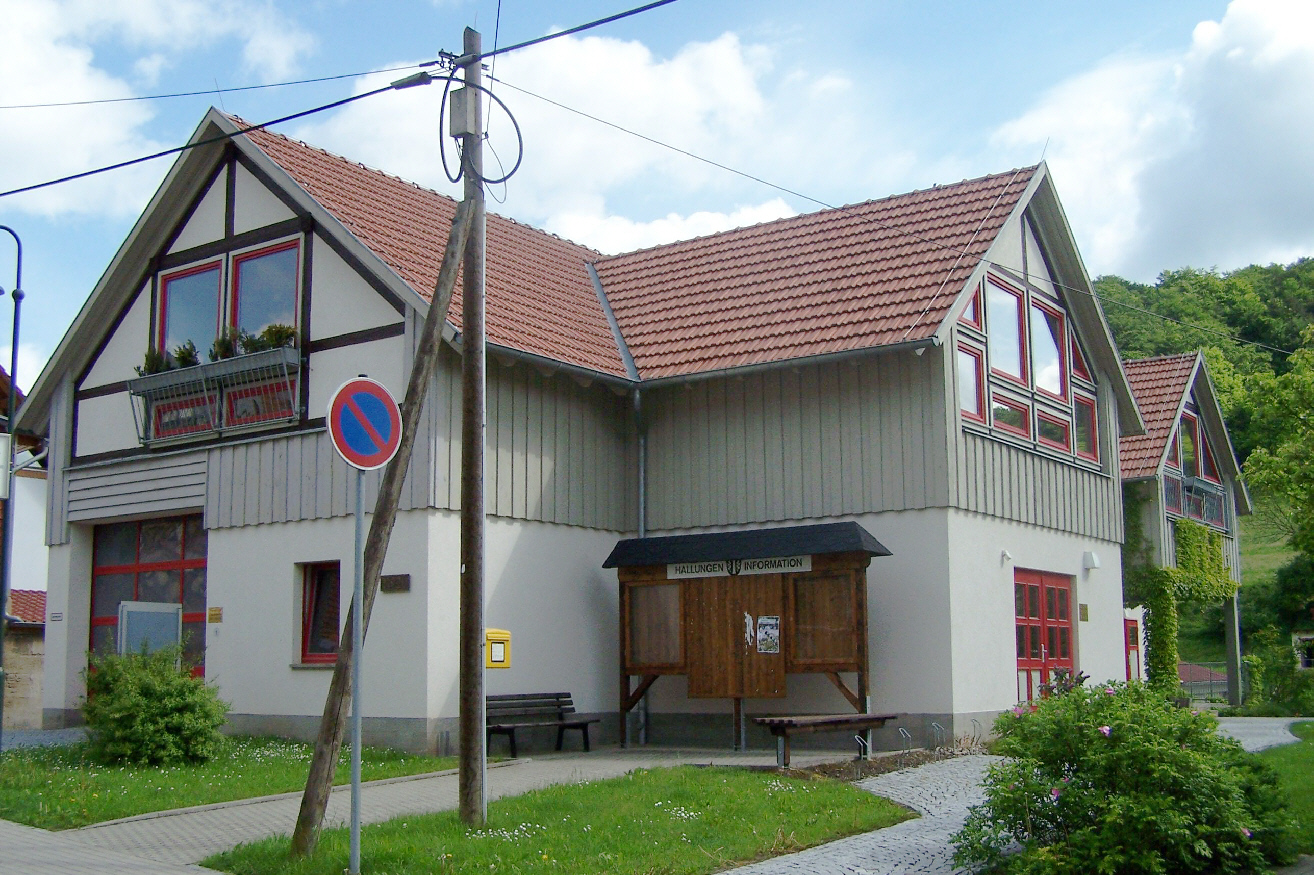
Gemeindeverwaltung

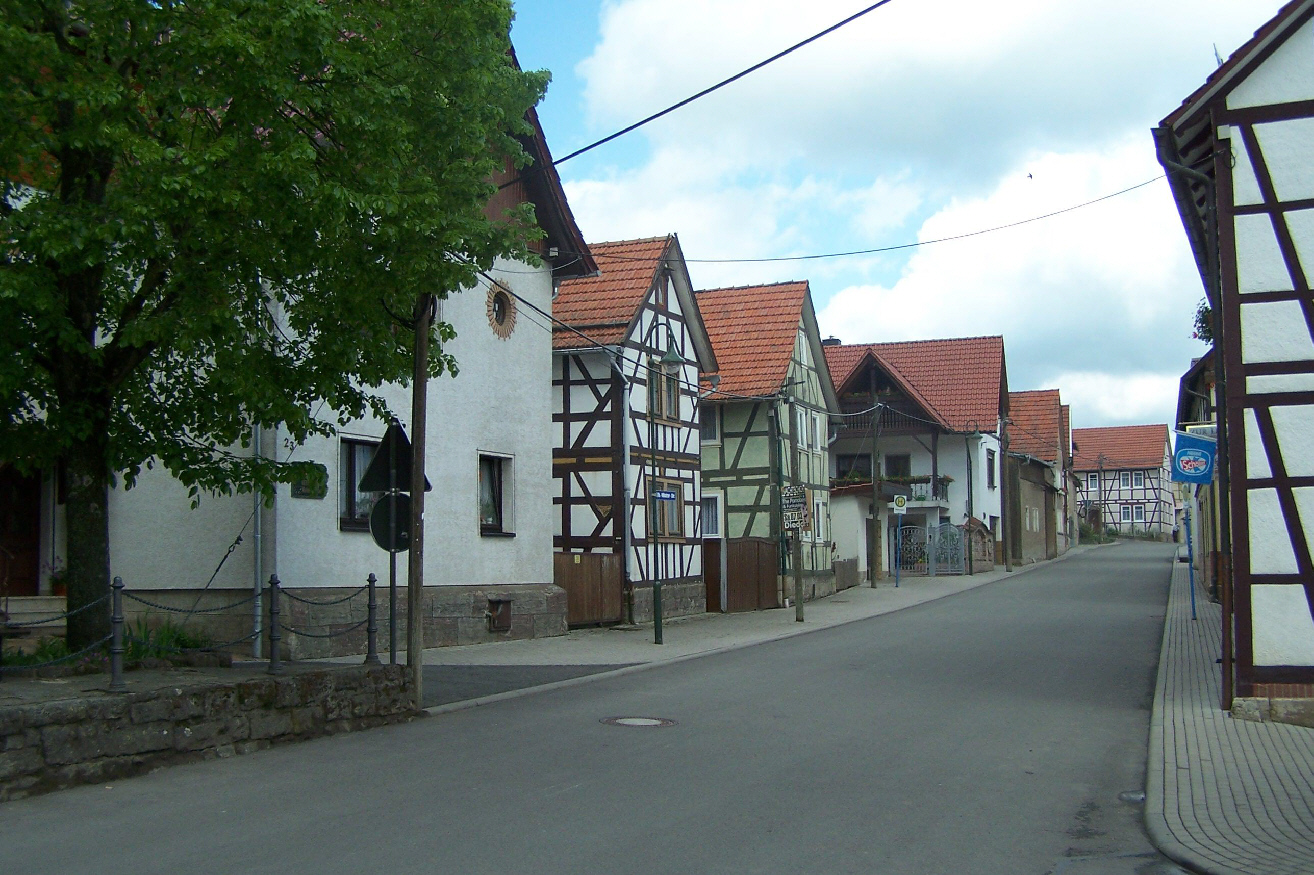
Thomas-Münzer-Straße

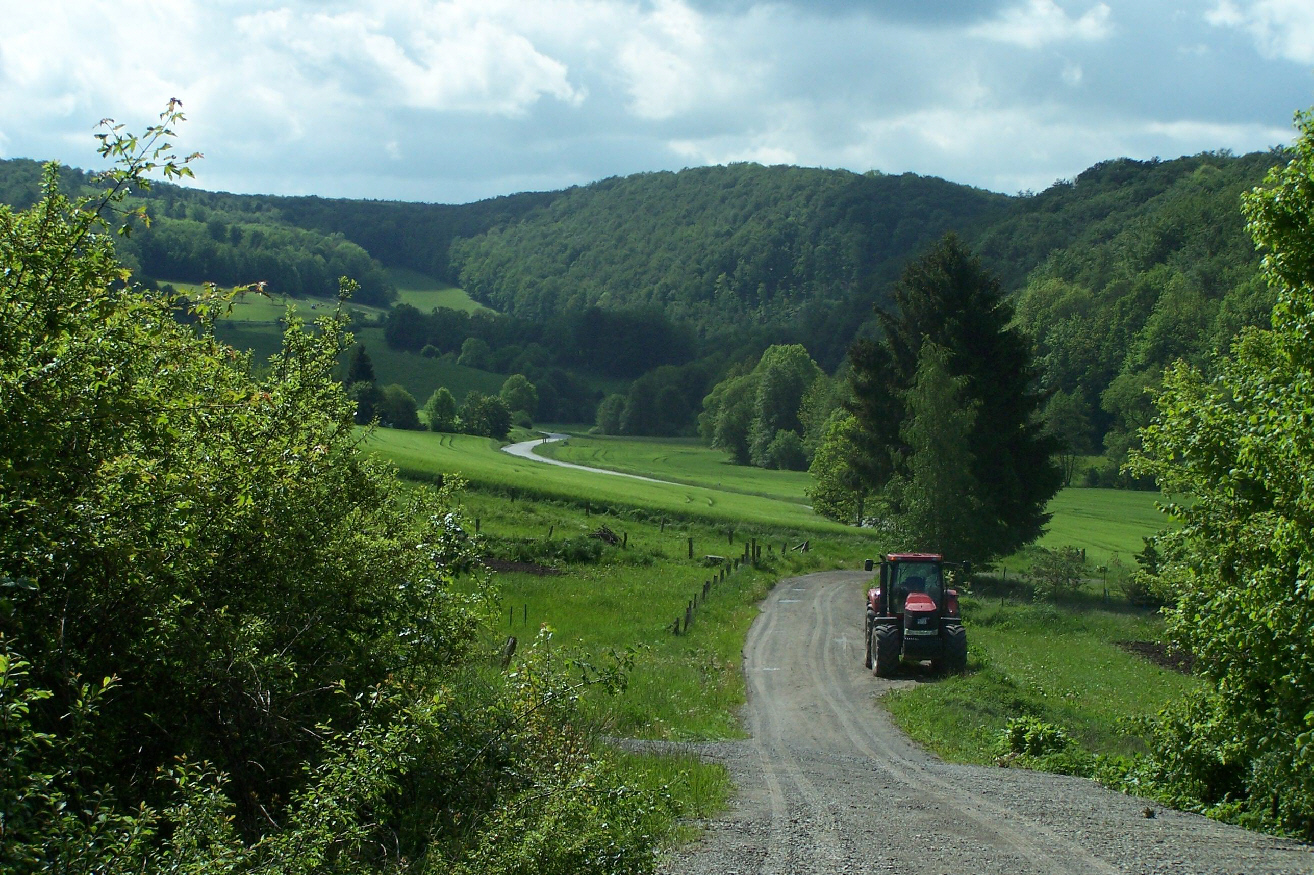
Lämpertsbach-Tal südlich von Hallungen

### Ersterwähnung
Hallungen wird 1345 Haldungin genannt, 1359 Haldungen.
Auffallend ist die Identität des Namens mit Holungen im Untereichsfeld, das 1266 ebenfalls als Haldungen erscheint. Im Ortsnamen liegt die althochdeutsche Substantivbildung »hal-da« = Bergabhang vor. Der Name bezieht sich somit auf die auffälligen geomorphologischen Verhältnisse, welche die Siedlung umgeben.

### Ur- und Frühgeschichte
Die Gemeinde liegt an einer bereits in frühgeschichtlicher Zeit bedeutsamen Durchgangsstraße zu deren Kontrolle die etwa zwei Kilometer nördlich befindliche Wallburg Sommerstein erbaut wurde. Der Dudelsberg wird durch Sagen und örtliche Überlieferung mit einem Heiligtum für den germanischen Gott Donar in Verbindung gebracht.

### Mittelalter
Das Gebiet um Hallungen gehörte seit dem 13. Jahrhundert teils zur Ganerbschaft Treffurt, teils zum Amt Haineck in der Landgrafschaft Thüringen. Die heute zur Gemarkung gehörenden Wüstungen Berenfeld und Ritzenhausen befanden sich in schmalen Seitentälern nördlich der Ortslage. Seit dem Mittelalter befindet sich Hallungen in einer Grenzlage, am Nordrand der Gemarkung markieren eine Reihe imposanter Wappensteine die einstige Grenze zum Eichsfeld – symbolisiert durch das Mainzer Rad. Über Jahrhunderte wirkte sich diese Grenzlage nachteilig für den Ort aus, die Chronisten berichten über zahlreiche Fehden und Überfälle.
Zum Schutz vor Raubrittern ließ der thüringische Landgraf Balthasar im Jahre 1392 etwa 3 Kilometer südlich von Hallungen die Grenzburg Haineck errichten und veranlasste auch den Bau weiterer Befestigungen: vom Grenzhaus Heyerode führte eine Landwehr oder Gebück am Hainichkamm entlang in Richtung Nazza; unterhalb der Altenburg, die den Zugang in das Lämpertsbachtal sperrte und am alten Fahrweg von Nazza nach Hallungen liegt, schloss sich ein weiterer Landwehrzug an.
Hallungen blieb zunächst ein wichtiger Ort für den regionalen Handelsverkehr. An der Ritzenhäuser Ladestelle auf dem Hainichkamm kreuzten sich die Straßen aus der Vogtei Dorla, aus Mühlhausen und Bad Langensalza mit den Straßen aus dem Werratal um Creuzburg, Treffurt, Wanfried, Lengenfeld unterm Stein und dem südlichen Eichsfeld. Dies änderte sich erst, als die kürzere Verbindungsstraße von Nazza nach Langula, die heutige Landstraße Erster Ordnung (L 1016) über die Struppeiche ausgebaut wurde.
In der Ortslage befand sich bis in die Mitte des 19. Jahrhunderts eine Schlossanlage, welche aus einer kleinen Wasserburg hervorgegangen war und die ab 1404 den Gerichtsherren von Hallungen, der Familie von Zenge gehörte. Diese gehörten zum Dienstadel der Grafen von Gleichen und hatten in der Gegend nordöstlich um Gotha und Sömmerda ihre Hauptbesitzungen.

### Neuzeit
1503 erhielten die  Herren von Hopffgarten Burg und Amt Haineck mit Hallungen als Pfandbesitz und ab 1513 als erbliches Lehen durch den Landesherren, Herzog Friedrich der Weise übertragen. In den folgenden Landesteilungen der wettinischen Gebiete wurde das Amt Haineck und damit auch Hallungen wegen der Zugehörigkeit zum Hopffgartenschen Gericht stets zum ernestinischen Teil gezählt. Die Hopffgartenschen Gemeinden bildeten so bis 1920 eine Exklave des Gothaer Herzogtums.
Die bereits im Mittelalter erbaute Hallunger Kirche wurde 1725 neu errichtet und nochmals 1772 modernisiert. Der Flurname Am Schacht und wenige Spuren im Gelände erinnern an einen sicher erfolglos gebliebenen Versuch, westlich der Ortslage ein Bergwerk in Gang zu bringen. Der landwirtschaftlich geprägte Ort besaß nur eine geringe Anbaufläche und war durch die exponierte Lage am Rande des Hainich für den Ackerbau benachteiligt. Die Schafzucht und Milchviehwirtschaft waren daher bevorzugter Erwerbszweig. Als die Herren von Zenge ihren Besitz in Hallungen veräußerten bestand das Dorf aus einem Schloss mit Gutshof, der Kirche, der Schäferei, dem Dorfkrug (Zur Linde) und etwa 30 Wohnhäusern. Im 18. Jahrhundert wurde im Ort durch den Langensalzaer Textilkaufmann Leich auf dem Gutshof eine Weberei-Manufaktur begründet (Raschmacherei), diese soll später von der Eisenacher Kammgarnspinnerei aufgekauft worden sein.
Im Sommer 1852 vernichtete ein schweres Unwetter die Ernte, fast die gesamte Schafherde des Gutes ertrank im Stall, der letzte Hallunger Gutsbesitzer Zangemeister war ruiniert. Im Juni 1853 erwarb die Gemeinde Hallungen den größten Teil der Besitztümer und verloste die Flurstücke an die beteiligten Bauern im Ort.
Als zweites saisonales Gewerbe wurde im 19. Jahrhundert durch norddeutsche Tabakhändler die Zigarrenfertigung angesiedelt, hierzu wurden die größeren Räume des Dorfkruges hergerichtet. Als Heimindustrie hatte sich im Nachbarort Diedorf eine Strumpfwirkerei etabliert. Erwerbsmöglichkeiten boten auch die im Niederdorlaer Holz und andernorts im Hainich betriebenen Steinbrüche. Seit Mitte des 19. Jahrhunderts wurden auch aus Hallungen und Nazza zunehmend Auswanderer in die USA verzeichnet.
Hallungen gehörte seit 1922 zum Landkreis Eisenach. Im Zuge der Kreisreform in der DDR wurde der Ort 1950 dem Landkreis Mühlhausen i. Th. zugeordnet. Im zweiten Schritt der DDR-Kreisreform wurde der Ort 1952 aus diesem wieder herausgelöst und dem Kreis Eisenach zugewiesen. Mit diesem ging Hallungen 1994 im Wartburgkreis auf, dessen nördlichste Gemeinde es war.
Zum 1. Januar 2024 trat die Gemeinde Hallungen der Gemeinde Südeichsfeld bei und wechselte hierfür aus dem Wartburgkreis in den Unstrut-Hainich-Kreis.

## Politik

### Ehemaliger Gemeinderat
Der Gemeinderat von Hallungen setzte sich zuletzt aus sechs Ratsherren und -frauen zusammen.
- Feuerwehrverein Hallungen e. V.: 4 Sitze
- Heimatverein Hallungen e. V.: 2 Sitze

(Stand: Kommunalwahl am 26. Mai 2019)

### Ehemaliger Bürgermeister
Der ehrenamtliche Bürgermeister Gerd Mähler wurde am 5. Juni 2016 wiedergewählt.

### Wappen
| | Blasonierung: „Gespalten von Grün, Silber und Grün; vorn und hinten je ein goldener Buchenzweig mit fünf Blättern, in der Mitte eine schwarze Säule, oben mit einem Zinnenkranz.“ |
| Wappenbegründung: Die schwarze Säule wurde dem Wappen derer von Zenge entlehnt, die in Silber eine schrägrechte schwarze Säule führten. Sie waren seit 1404 in Besitz der Gemeinde und haben die Entwicklung des Ortes nachhaltig bestimmt. Die beiden Buchenzweige verweisen auf die Lage des Ortes inmitten von Laubwäldern und die Nähe zum Nationalpark Hainich. Das Wappen wurde vom Heraldiker Karl-Heinz Fritze aus Niederorschel gestaltet und am 29. Juli 1999 durch das Thüringer Landesverwaltungsamt genehmigt. | |

### Flagge
Die Flagge der Gemeinde Hallungen ist gelb mit grünen Flanken und zeigt das Gemeindewappen.

### Dienstsiegel
Das Dienstsiegel trägt die Umschrift im oberen Halbbogen „THÜRINGEN“, im unteren Halbbogen „Gemeinde Hallungen“ und zeigt das Gemeindewappen.

## Kirche
Die evangelisch-lutherische Kirchgemeinde gehört mit Frankenroda und Ebenshausen zur Pfarrei der Christuskirche des Nachbarortes Nazza.

## Schulen
Die Hallunger Schüler besuchen die Staatliche Grundschule in Nazza, die Regelschulen in Mihla und Creuzburg und gegebenenfalls ein Gymnasium in Eisenach.

## Kultur und Freizeit

### Sehenswürdigkeiten

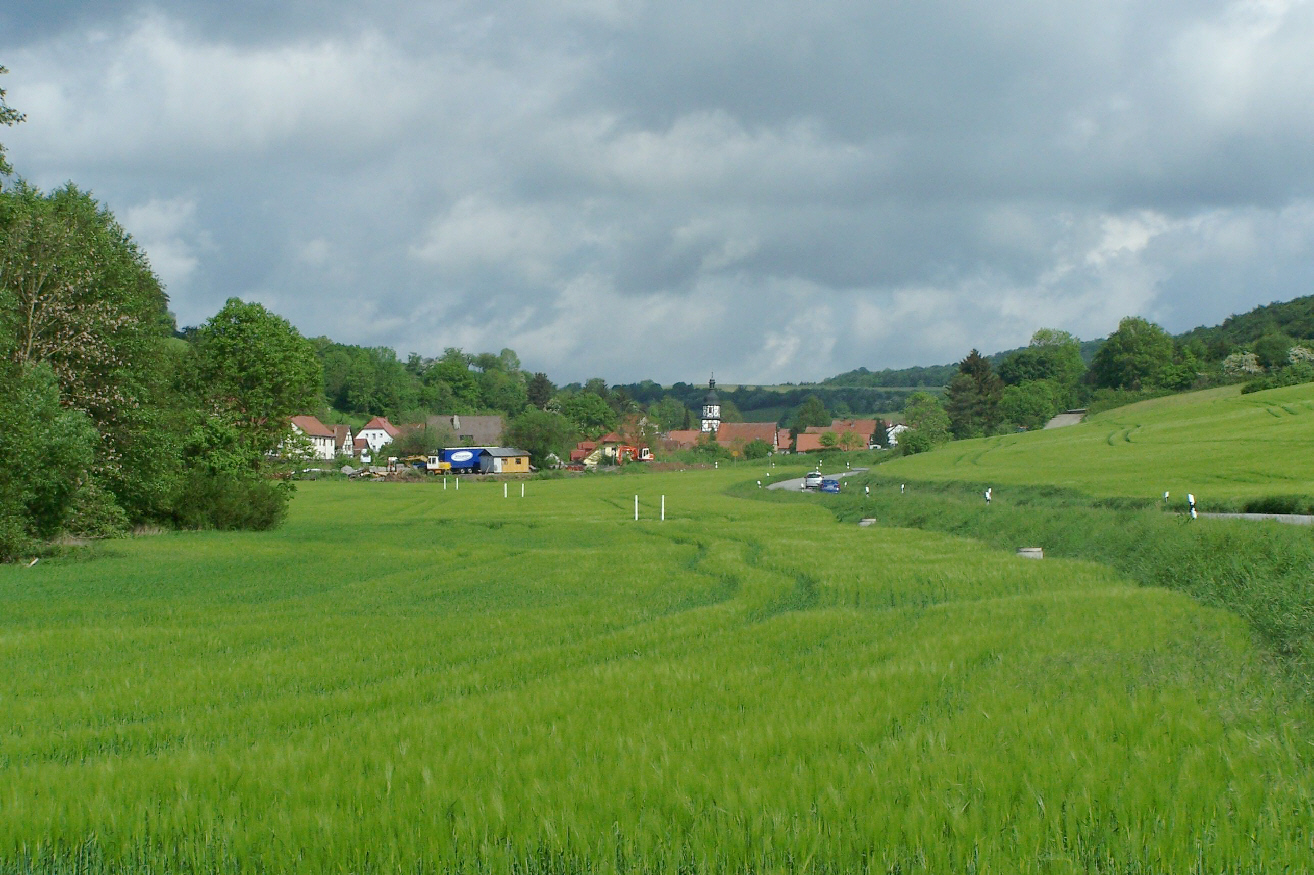
Ortseingang

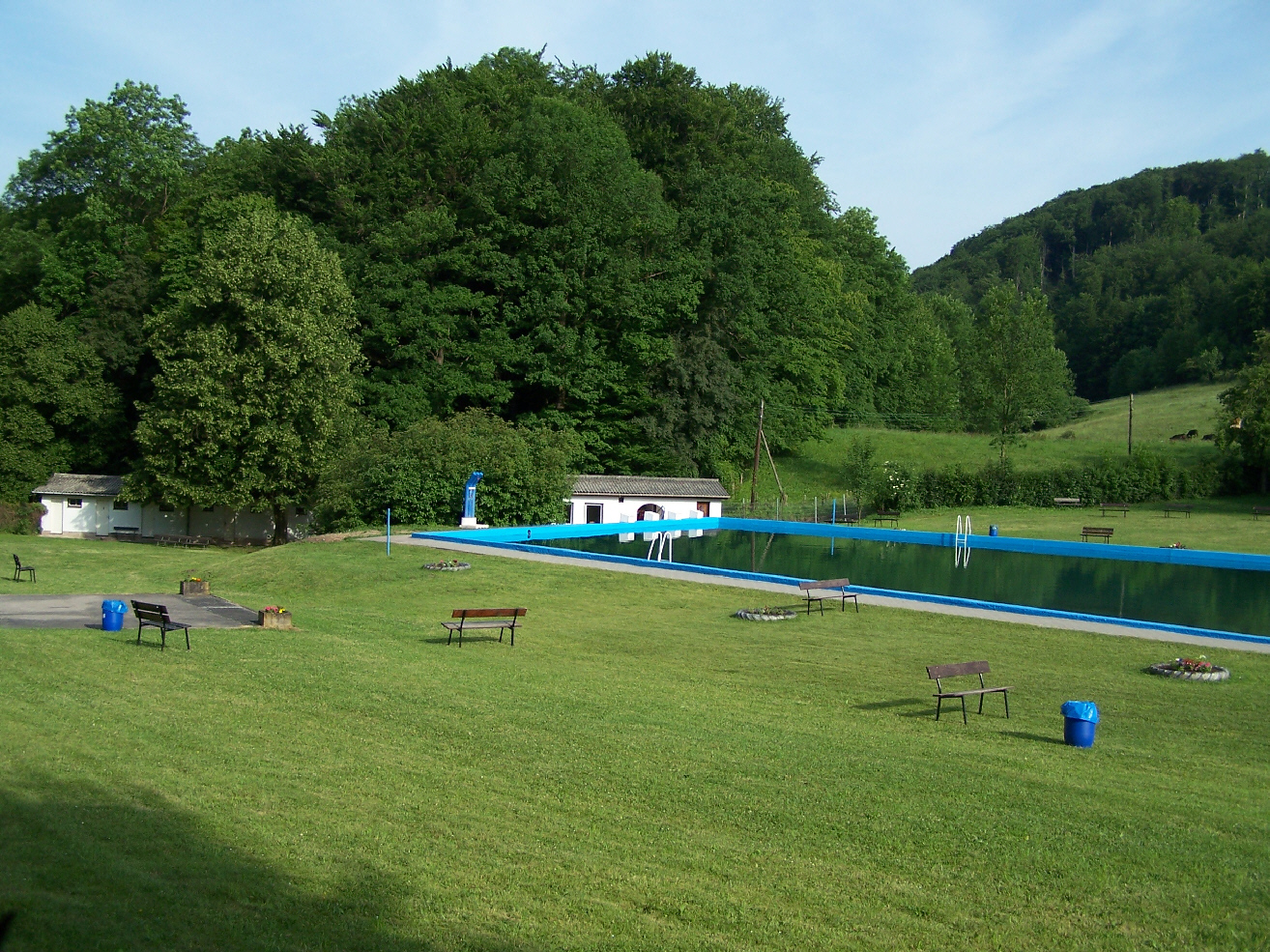
Waldbad

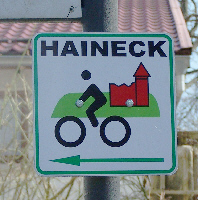
Signet des Haineck-Radweges

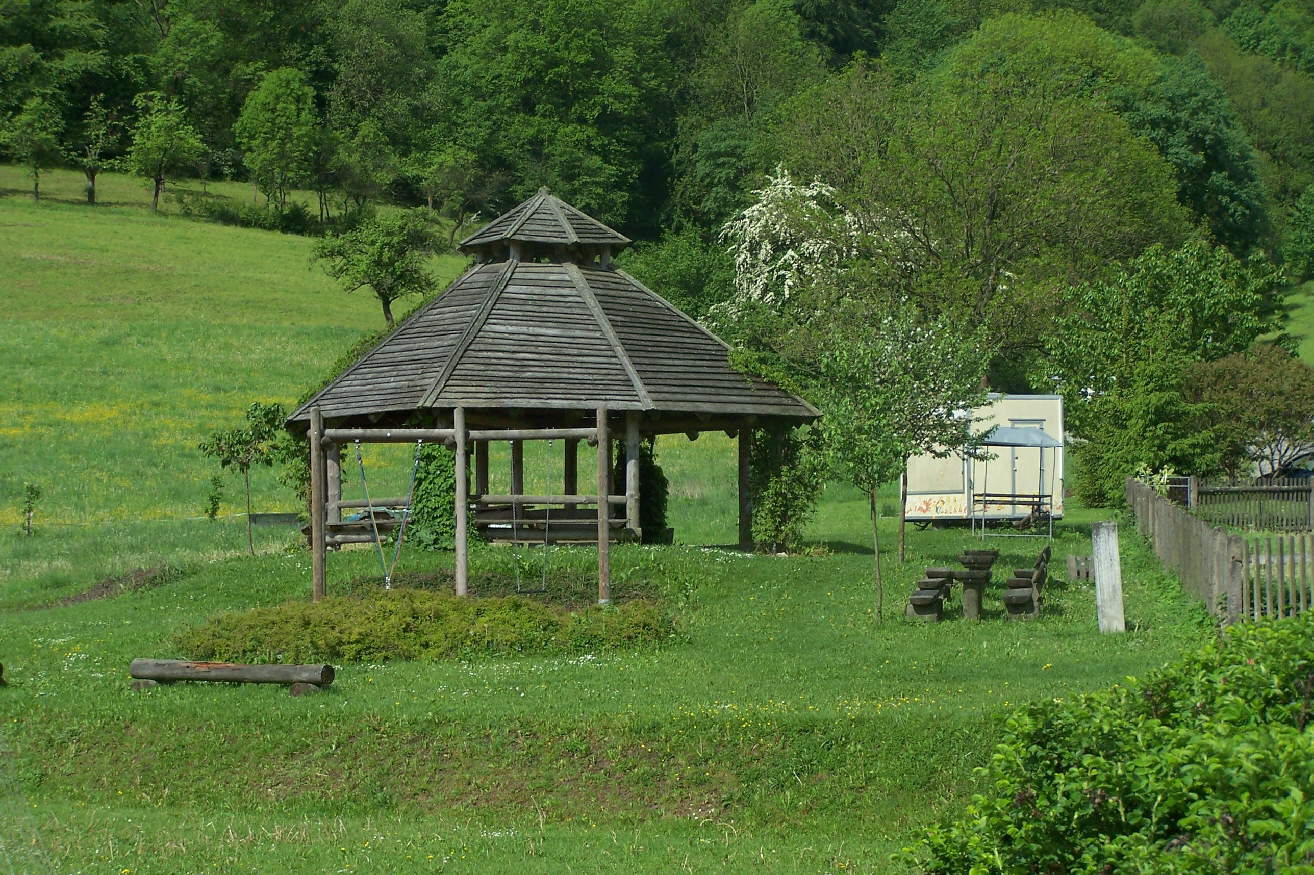
Spielplatz am Ortseingang

Die Vorgängerkirche der heutigen Nikolaikirche soll bereits im 15. Jahrhundert erbaut worden sein und wurde 1725 neu errichtet. Die Kirche hat im Inneren eine Grundfläche von 16 × 7 Meter und besitzt ein hölzernes, farbenfroh bemaltes Tonnengewölbe. Der schlanke Turm ist ein Dachreiter, sein Obergeschoss besteht aus Fachwerk, der Turmhelm ist als achtkantige Schweifkuppel ausgeführt, die Kupferblechumhüllung wurde 1988 letztmals erneuert. Noch um 1915 vorhandene, an der Außenmauer angelehnte Grabsteine der Patronatsherren sind heute verschwunden. Der Taufstein stammt aus dem 16. Jahrhundert, die Kanzel wurde wohl mit dem Neubau der Kirche 1725 erworben. Die Empore war ursprünglich dem Ortsadel vorbehalten. Schräg über dem Altar und der Kanzel befindet sich die Orgel, auch die Vorgängerkirche soll bereits über eine Kirchenorgel verfügt haben.
Hallungen besitzt auch ein Waldbad im Ritzenhäuser Tal. Rings um den Ort befinden sich ausgedehnte Wälder, die durch Wander- und Radwege erschlossen sind. Zwei Kilometer Luftlinie sind es vom Ort Hallungen zur Wallburg Sommerstein. Auf einem schmalen, nach Westen zu steil abfallenden Sporn wurden schon in frühgeschichtlicher Zeit zwei Querwälle und Gräben angelegt, die im oberen Teil der Anlage ein Heiligtum oder eine Fluchtburg sicherten, am westlichen Ende des Bergspornes wurde im Mittelalter, wahrscheinlich vom Ortsadel eine kleine Burgstelle durch eine Wall-Graben-Anlage errichtet. Auf dem Weg von und zur Wallburg sollte man auf die auffälligen Grenz- und Wappensteine und die Heyerodaer Obermühle – heute ein Technisches Denkmal achten. Die Ortslage von Hallungen wurde im Rahmen der Dorferneuerung seit 2004 umfassend saniert, am Ortseingang wurde ein Spiel- und Grillplatz angelegt.

### Veranstaltungen
In Hallungen wird am ersten Septemberwochenende die Kirmes gefeiert, im Juni 2015 fand das Kreis-Kirmesburschentreffen in Hallungen statt.

### Vereine
Der Feuerwehrverein Hallungen e. V. wurde 1991 gegründet. Im November 2009 wurde der Heimatverein Hallungen e. V. gegründet. Es handelt sich dabei um einen Spartenverein, unter dessen Dach der Kirmesverein, die Plattschwätzer, die Tratschweiber und der Hallunger Geschichtsverein zusammengeschlossen sind. Einen speziellen Sportverein gibt es nicht mehr, allerdings fördert und veranstaltet der Heimatverein Turniere für Freizeitmannschaften.

## Verkehr

### Straßenverkehr
Die Verkehrsanbindung erfolgt über die Landstraße 2107 (Nazza – Hallungen – Heyerode) und die L 1016 zwischen Mühlhausen und Eisenach. Die ehemaligen Ortsverbindungsstraßen nach Schierschwende und Diedorf sind unbefestigt geblieben und dienen heute nur noch landwirtschaftlichen Zwecken.

### Schienenverkehr
Von 1911 bis 1969 hatte Hallungen im Nachbarort Heyerode eine Anbindung an die als Vogteier Bimmel bekannte Bahnstrecke Mühlhausen–Treffurt, welche über den Hainich hinweg das Mühlhäuser Becken mit dem Werratal verband. Heute erfolgt die Anbindung über die Bahnhöfe in Eisenach und Mühlhausen.

### Öffentlicher Personennahverkehr
Nach Hallungen verkehren die Buslinie 160 und 162 der Verkehr Werraland OHG auf der Strecke Hallungen – Mihla – Creuzburg. Neben seiner Bedeutung für die Beförderung von Schülern ist der Busverkehr auch wichtig als Zubringer zum Bahnhof Eisenach und für die auf Wandertourismus orientierten Umlandgemeinden.

### Radwege
Der im Aufbau befindliche Haineck-Radweg verbindet die Ortschaften um Hallungen mit den Radwegenetzen des Werratales, der Stadt Mühlhausen und des südlichen Eichsfeldes.

## Persönlichkeiten
- Otto Zangemeister (1836–1902), Politiker und Landwirt